# Christian Farla

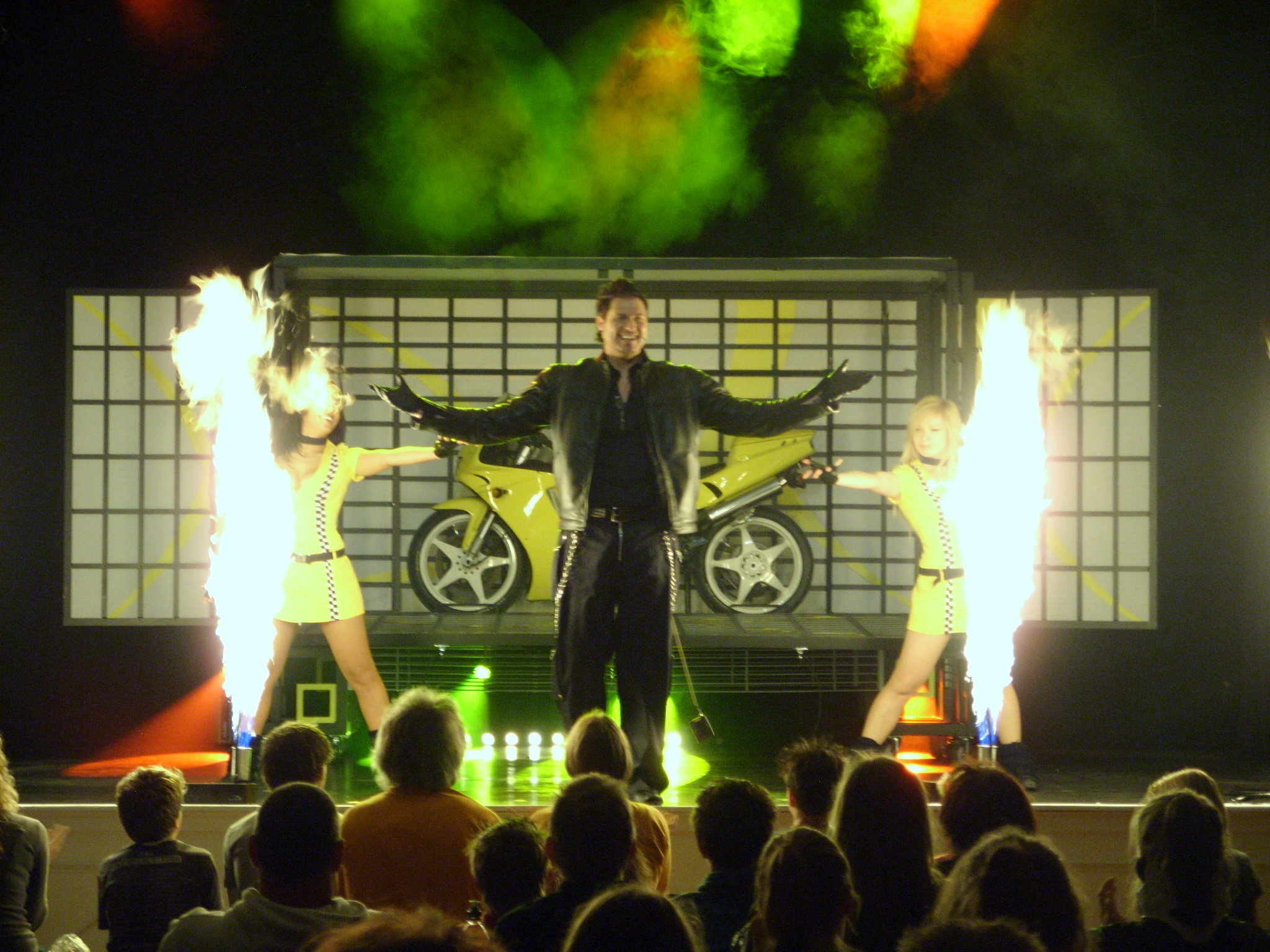
Christian Farla

Christian Farla (Rotterdam, 5 mei 1970) is de artiestennaam van Ferdinand Farla. Farla is een Nederlands illusionist. Sinds 2006 mag hij zich Master Magician (meester-illusionist) noemen. Deze titel kreeg hij in 2006 samen met de Merlin Award for Magician of the Year.

## Biografie
In 1992 leerde Farla zijn latere echtgenote Bianca van den Ende kennen, die toen als danseres in dezelfde show optrad. Van den Ende werd Farla's vaste assistente. In 1993 werden ze Nederlands kampioen. Na diverse optredens volgde in 1996 het eerste grote contract bij het toenmalige Joop van den Ende Evenementen en traden ze regelmatig op in de studio's te Aalsmeer. Ook in 1999 en 2001 behaalden ze de eerste prijs op het Nederlands Kampioenschap. Farla ontving ook de Henk Vermeiden Trofee.
In 2002 was Farla veelvuldig op televisie te zien. Eerst in Pokémon Flippo Update, waar hij te zien was samen met Sylvie Meis in het onderdeel Flippo Magic. Daarna bood Fox Kids hem zijn eigen televisieprogramma aan: Hocus Pocus. Daarnaast traden ze door heel Nederland op met de Zonnebloemtournee en kregen ze een tweejarig contract voor de Dinnershow in Studio21. 
In 2003 volgde Farla zijn collega Hans Klok op en vertolkte 1806 voorstellingen de rol van Magiër in de Wonderlijke Efteling Show. Farla bracht nieuwe illusieacts in de bestaande show, en aangevuld met meer magie en speciale effecten. In 2003 werd de show bekroond met de IAAPA Big E Award 2003 voor de beste attractieparkshow ter wereld. 

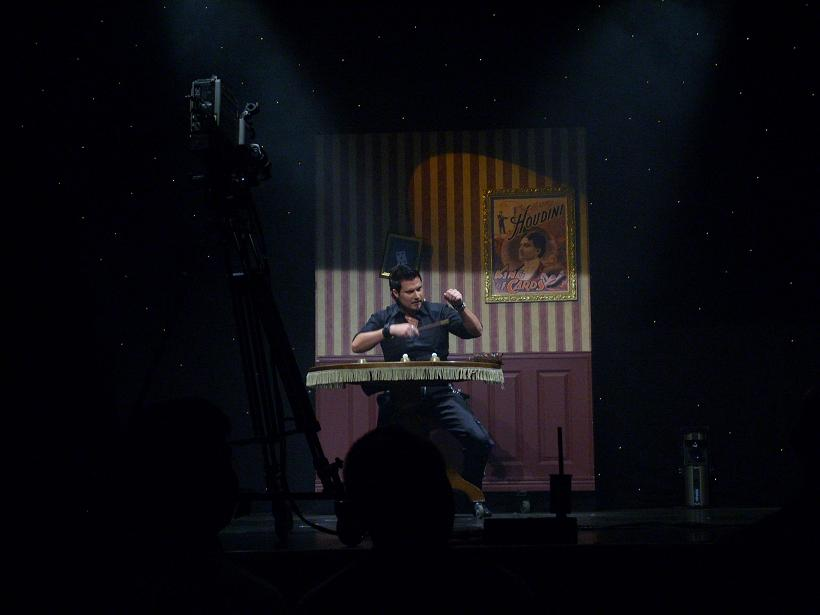
Christian Farla

In 2003 en 2004 traden Farla en zijn echtgenote meer dan tweeduizend keer op, vooral veelvuldig in de Dinnershow en de Wonderlijke Efteling Show. Mede door dit aantal werden ze voor 2005 door Siegfried & Roy uitgenodigd voor een serie optredens in Las Vegas. De aanwezige David Copperfield zag Farla's optreden en noemde het optreden mindblowing. Er ontstond een vriendschap die onder andere resulteerde in het uitwisselen van illusie-acts, zoals de gigantische Drill of Death, met een lengte van negen meter de grootste illusie in Europa, waarin Farla schijnbaar wordt doorboord door een boor uit de mijnbouw. Ook als eerste illusionist laat Farla een echte rode Formule 1 Ferrari verschijnen in zijn theatershows.
In 2006 brachten de grote Nederlandse theaters Farla's eerste theatershow, Illusions from Las Vegas. Deze show resulteerde in de Merlin Award.
In 2009 nam Farla de magic act over van Hans Klok in de Dinnershow en presenteerde hij de gehele zomer (105 dagen) een doorlopende illusieshow in Walibi World.
In Las Vegas ontving hij opnieuw een IAAPA Big E award voor zijn productie in een attractiepark.
In 2010 was Farla terug in de Nederlandse theaters met een nieuwe theatertournee, Mystique.
Na deze tournee door Nederland vertoonde hij in de zomer een compilatie van de theatershow in Walibi World. De titel van deze show was Christian Farla Live.
In 2011 had Farla zijn filmdebuut in de Nederlandse jeugdfilm Het Geheim in de rol van illusionist.
In 2011 is Farla actief in de show "Sieben" in het Duitse Phantasialand in Bruhl. Ook worden in 2012, 2013 en 2014 shows door hem opgevoerd in het pretpark.
In 2012 speelt Farla de rol van Magische Meester Wapiti in de film Sint & Diego: de magische bron van Myra.
Op zaterdag 3 mei 2014 was Farla te zien tijdens de audities van Britain's Got Talent en werd unaniem doorgestemd naar de volgende ronde.
In december 2014 was Farla als eerste illusionist sinds 8 jaar finalist in Das Supertalent. In die finale liet hij onder andere een echte helikopter verschijnen.
Van 1 juli 2022 tot en met 28 augustus 2022 is Farla te zien in Movie Park Germany, met zijn show Sherlock Holmes – A Game of Mystery.
In 2024 deed Farla mee aan het televisieprogramma De Alleskunner VIPS, waarin hij op de 48ste plaats eindigde.

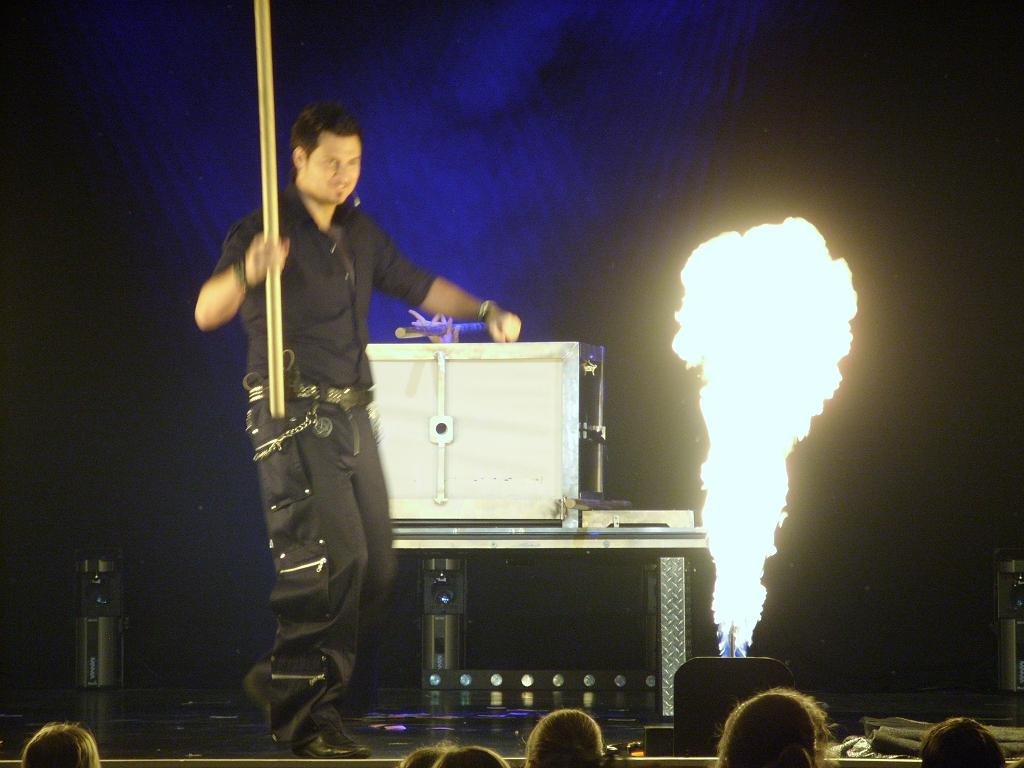
Christian Farla

## Prijzen
- 1999 - 1ste Prijs Stage Magic NMU
- 2001 - Grand Prix Nederlands Kampioenschap Goochelen
- 2006 - Merlin Award for Magician of the Year
- 2007 - Champion de Europe de Magie, in Parijs
- 2008 - Mandrake O Dor Award
- 2009 - Merlin Award for Magicshow of the Year
- 2019 - Merlin Award for Magician of the Year

## Producties
- 2002 - Zonnebloem tournee met o.a. Bill van Dijk (script samen bewerkt met Fred Butter)
- 2003 - Dinnershow of the Centuries
- 2003 - De Wonderlijke Efteling Show
- 2004 - Dinnershow of the Centuries
- 2004 - De Wonderlijke Efteling show
- 2005 - Las Vegas World Magic Seminar op uitnodiging van Siegfried & Roy
- 2005 - Theatertournee Illusions from Las Vegas (met producent Ruud de Graaf)
- 2006 - Theatertournee Illusions from Las Vegas (met Ruud de Graaf)
- 2007 - Theatertournee Illusions from Las Vegas 2 (met Interpresario)
- 2008 - Drievliet
- 2009 - Walibi World Christian Farla LIVE! (heel seizoen)
- 2010 - Theatershow  MYSTIQUE (met interpresario)
- 2011 - Phantasialand Sieben - Magic never Dies
- 2012 - Phantasialand Sieben - Search for real Magic
- 2013 - Phantasialand Sieben - Nur die Liebe
- 2013 - White Magic Theatre Tour
- 2014 - Phantasialand Sieben, Das Buch der Geheimnisse
- 2015/2016 - Theatertour Night of Illusions
- 2017/2018 - Miss et Mystere , Royal Palace Kirrwiller